# 192-я стрелковая дивизия (1-го формирования)
192-я стрелковая дивизия (1-го формирования) воинское соединение РККА, принимавшее участие в Великой Отечественной войне.
Сокращённое наименование — 192 сд.

## История формирования
Сформирована в Ростове-на-Дону в составе 7-й резервной армии 24 апреля 1942 года на базе 102-й отдельной стрелковой бригады.

## Участие в боевых действиях
Период вхождения в действующую армию: 12 июля 1942 года — 25 августа 1942 года.
Вошла в состав 62-й армии, сформированной на основе 7-я резервной армии (директива Ставки ВГК № 170465 от 9 июля 1942 г.).
12 июля 1942 дивизия в составе 62-й армии прибыла на Сталинградский фронт и заняла оборону в Большой излучине Дона в районе хутора Верхне-Бузиновка на правом фланге участка обороны фронта.
23 июля 6-й армия вермахта начала наступление с целью выхода к Дону в районе Калача-на-Дону. На участке дивизии наступление вели 3-я моторизованная и 60-я моторизованная дивизии из состава VIII армейского корпуса вермахта. При массированной поддержке артиллерии и штурмовой авиации противник прорвал оборону дивизии на участке станиц Клетская, Евстратовский и вышел к населённому пункту Платонов, зайдя в тыл боевых порядков дивизии. 
В ночь на 24 июля противник подтянул силы и с утра нанес удар на хутор Верхне-Бузиновка, где находились штабы 192-й и 184-й стрелковых дивизий. Немецкие танки с десантом автоматчиков прорвались на хутор, ведя с ходу огонь и отрезая пути отхода. Действия вражеского десанта поддерживала авиация. В этих условиях было принято решение идти на прорыв. Последним уходил сам командир дивизии. Его машина на выезде из села была в упор расстреляна из танков противника. Не имея связи с командованием 62-й армии окруженные части заняли круговую оборону.
К оставшимся в окружении частям на самолете У-2 вылетел начальник оперативного отдела 62-й армии полковник Журавлёв. Была образована т.н. группа полковника Журавлёва, к которой несколько дней пытались пробиться танковые корпуса Сталинградского фронта. 26 июля 13ТК полковника Танасчишина отразив немецкие атаки на Калач и даже несколько отбросив врага к северу. А с 27 июля корпус перешел в наступление на Верхне-Бузиновку. 28 июля частям 13ТК удалось прорваться к окруженным и привезти с собой 21 машину с горючим и боеприпасами. Но коридор немецкими войсками был тут же закрыт. Попытка прорваться на юго-восток окруженных частей была отбита, однако вечером 30 июля удалось прорваться на северо-восток в расположение частей 4ТА.
Выйдя из окружения дивизия занимала оборону на большом плацдарме в малой излучине Дона. Рубежи обороны на плацдарме протягивались от Клетской до Голубинской и оборонялся частями 4 танковой армии генерала Крюченкина. Немецкое командование опасалось оставлять в руках советского командования нависающий над северным флангом 6-й армии плацдарм. Поэтому в середине августа 1942 г. основные усилия немецких войск на Сталинградском направлении сместились в сторону флангов. Передав XXIV танковый корпус 4-й танковой армии Гота для удара по Сталинграду с юго-востока, основные силы армии Паулюса нацелились на плацдарм. К этому моменты 192-я стрелковая дивизия насчитывала 4965 человек личного состава.
Немецкое наступление на плацдарм началось 15 августа. После двухчасовой артиллерийской и авиационной подготовки 6-я армия одновременно нанесла два удара: главный — на Сиротинскую (силами пяти дивизий) и вспомогательный (тремя дивизиями) — на Трехостровскую. Немногочисленные танки 182-й танковой бригады, выдвинутые навстречу немецкому наступлению, вскоре были перебиты. Оборона стрелковых дивизий была прорвана и немецкие моторизованные части прорвались к переправам на плацдарм, окружив уже в середине дня 205 и 192-я стрелковые дивизии. Части 192-й и 205-й сд не отходили на левый берег, а стояли насмерть. Окруженные гитлеровцами вступили в бой работники штаба 192-й сд. Начштаба подполковник Н. А. Таланцев был тяжело ранен. Его пытались эвакуировать, но во время бомбежки он погиб. Убит был начальник связи дивизии майор В. Овивьян.
16 августа ожесточенные бои продолжались. Штаб дивизии оставался на месте в Верхне-Голубой, окруженный гитлеровцами. Комдив полковник К. А. Журавлев был тяжело ранен; его вынесли из окружения и спасли. Командование дивизией принял начальник политотдела Серебрянников, но он вскоре погиб. 17 августа немцы окружили командный пункт 753-го стрелкового полка. Работники штаба вступили в бой. Гитлеровцы забросали КП гранатами и перебили охрану. В этом бою погибли командир полка майор А. И. Волков и начальник штаба капитан А. И. Запорожцев.
Артиллеристы 417-го ИПТАП под командованием старшего лейтенанта Д. А. Шекуна и комиссара Зайцева вели огонь по танкам врага прямой наводкой и под бомбежкой меняли позиции. В рукопашных схватках отбрасывали гитлеровцев, когда те пытались захватить пушки. А когда кончались снаряды, уничтожали технику, чтобы не досталась врагу. Комиссар Зайцев героически погиб.
Остатки 676-го и 427-го полков отошли к Сиротинской, где накануне оборону заняла 40-я гвардейская стрелковая дивизия 1-й гвардейской армии.
На левый берег Дона 192-я сд не вышла как дивизия. Выходили большими и малыми группами в направлении Голубинский, Качалинская, Сиротинская. Большая часть вышла к Сиротинской и вошла в состав 1-й гвардейской армии. Многие воины, вырвавшиеся из окружения, включались в 200-й запасной полк, а оттуда маршевыми ротами направлялись в район Тракторного завода Сталинграда для борьбы непосредственно на территории города.
На 20 августа в составе 192-й стрелковой дивизии оставалось 1238 человека личного состава. 25 августа 1942г. из-за больших потерь 192 стрелковая дивизия была расформирована.

### Группа Журавлёва
C 25 июля по 25 августа 1942 года входила в состав «группы Журавлёва».

## Состав дивизии
- 427-й стрелковый полк
- 676-й стрелковый полк
- 753-й стрелковый полк
- 298-й артиллерийский полк
- 417-й отдельный истребительно-противотанковый дивизион
- 471-я отдельная зенитно-артиллерийская батарея
- 809-й миномётный дивизион
- 246-я отдельная разведывательная рота
- 200-й отдельный сапёрный батальон
- 179-й отдельный батальон связи
- 153-й отдельный медико-санитарный батальон
- 174-я отдельная рота химзащиты
- 45-я автотранспортная рота (отдельная авторота подвоза)[3]
- 368-я полевая хлебопекарня
- 1000-й дивизионный ветеринарный лазарет
- 1747-я полевая почтовая станция
- 1705-я полевая касса Госбанка[2]

## Командование дивизии

### Командиры
- Захарченко, Афанасий Степанович (24.04.1942 — 24.07.1942), полковник (убит);
- Понамарёв, Яков Павлович (24.07.1942 — 31.07.1942), подполковник (ВРИД);
- Журавлёв, Константин Андреевич (01.08.1942 — 16.08.1942), полковник[1] (ранен);
- Понамарёв Яков Павлович (16.08.1942 — 25.08.1942), подполковник (ВРИД);

### Военные комиссары
- Прокофьев Василий Павлович (24.04.1942 — 08.06.1942), старший батальонный комиссар;
- Смирнов Александр Александрович (09.06.1942 — 15.08.1942), старший батальонный комиссар[4] (пропал без вести);
- Немов Александр Петрович (16.08.1942 — 25.08.1942), батальонный комиссар (ВРИД)

### Начальники штаба дивизии
- Таланцев Александр Николаевич (24.04.1942 — 15.08.1942), подполковник (пропал без вести);
- Поляков Илья Максимович (15.08.1942 — 25.08.1942), капитан (ВРИД)